# Annette Edmondson
Annette Edmondson (* 12. Dezember 1991 in Adelaide) ist eine ehemalige australische Radrennfahrerin, die auf Bahn und Straße aktiv war. 

## Sportliche Laufbahn
Bei den Ozeanischen Radmeisterschaften der Junioren 2007 errang Annette Edmondson drei Goldmedaillen, im Sprint, im Keirin und im Bahnradsport; im Teamsprint errang sie gemeinsam mit Chloe Hosking die Silbermedaille. Zudem errang sie sechs nationale Juniorentitel in verschiedenen Disziplinen.
Seit 2010 fährt Edmondson in der Elite-Klasse und stand in ihrem ersten Jahr bei australischen Bahnmeisterschaften schon auf dem Podium. Bis 2015 errang sie insgesamt 15 nationale Titel, darunter 2013 gemeinsam mit Jessica Mundy den erstmals in Australien für Frauen vergebenen im Zweier-Mannschaftsfahren.
Seit 2013 startet Annette Edmondson für UCI Teams, zunächst für Orica-AIS und seit 2015 für Wiggle Honda, und bestreitet seitdem zusätzlich erfolgreich Straßenrennen. 2013 gewann sie die Tour of Chongming Island und errang ihm selben Jahr bei den Straßen-Weltmeisterschaften mit ihrem Team die Bronzemedaille im Mannschaftsfahren. Im Jahr darauf, bei den UCI-Straßen-Weltmeisterschaften 2015, sicherte sie sich mit dem Team von Wiggle Honda die Silbermedaille. Im selben Jahr sicherte sie sich bei den Weltmeisterschaften auf der Bahn zwei WM-Titel, im Omnium sowie in der Mannschaftsverfolgung (mit Ashlee Ankudinoff, Amy Cure und Melissa Hoskins).
2016 wurde Annette Edmondson für die Teilnahme an den Olympischen Spielen in Rio de Janeiro nominiert. Im Omnium belegte sie Rang acht und in der Mannschaftsverfolgung gemeinsam mit Georgia Baker, Ashlee Ankudinoff und Amy Cure Platz fünf.
2018 wurde Edmondson zweifache Ozeanienmeisterin und gewann mit Ankudinoff, Cure und Alexandra Manly die Mannschaftsverfolgung bei den Commonwealth Games. 2019 gewann sie beim Lauf des Bahn-Weltcups in Cambridge das Omnium. Bei den Bahnweltmeisterschaften im selben Jahr im polnischen Pruszków wurde sie gemeinsam mit Ankudinoff, Baker, Cure und  Manly Weltmeisterin in der Mannschaftsverfolgung. 2021 startete sie bei den Olympischen Spielen9 in Tokio. Mit australischen Vierer belegte sie Platz fünf, im Zweier-Mannschaft mit Georgia Baker Platz sieben und im Omnium Platz zwölf. Nach den Läufer der Champions League in London trat Edmondson vom aktiven Radsport zurück.

## Familie und Team
Annette Edmondson ist eine ältere Schwester des Radsportlers Alexander Edmondson. Beide wurden für die Olympischen Spiele 2012 in London nominiert, so dass sie das erste Geschwisterpaar aus Australien waren, das bei denselben Spielen im Radsport startete. Bei den Spielen 2016 in Rio de Janeiro gingen die Geschwister erneut beide an den Start.
Ihre Trainer waren die beiden ehemaligen Radsportler Gary Sutton und Matthew Gilmore.

## Nach dem aktiven Sport
Seit 2023 ist Edmondson „Assistant Race Director“ der Tour Down Under an der Seite von Stuart O’Grady und Carlee Taylor.

## Erfolge

### Bahn
2007
- Ozeanienmeisterin (Junioren) – Sprint, Scratch, Teamsprint (mit Chloe Hosking)
- Ozeanische Meisterschaft (Elite) – Keirin

2008
- Junioren-Weltmeisterschaft – Sprint
- Australische Junioren-Meisterin – Keirin, Sprint, Scratch

2009
- Junioren-Weltmeisterschaft – Keirin
- Australische Junioren-Meisterin – Keirin, Sprint, Scratch

2011
- Australische Meisterin – Scratch, Omnium

2012
- Olympische Sommerspiele – Omnium
- Weltmeisterschaft – Omnium, Mannschaftsverfolgung (mit Melissa Hoskins und Josephine Tomic)
- Australische Meisterin – Punktefahren, Einerverfolgung

2013
- Weltmeisterschaft – Mannschaftsverfolgung (mit Melissa Hoskins und Ashlee Ankudinoff)
- Weltmeisterschaft – Omnium, Einerverfolgung
- Ozeanienmeisterin – Omnium, Punktefahren
- Australische Meisterin – Omnium, Zweier-Mannschaftsfahren (mit Jessica Mundy)

2014
- Weltmeisterschaft – Omnium, Mannschaftsverfolgung (mit Amy Cure, Melissa Hoskins und Isabelle King)
- Ozeanienmeisterin – Omnium, Einerverfolgung
- Australische Meisterin – Scratch

2015
- Weltmeisterin – Omnium, Mannschaftsverfolgung (mit Ashlee Ankudinoff, Amy Cure und Melissa Hoskins)

2016
- Australische Meisterin – Punktefahren

2017/18
- Ozeanienmeisterin – Zweier-Mannschaftsfahren (mit Amy Cure), Mannschaftsverfolgung (mit Ashlee Ankudinoff, Amy Cure und Alexandra Manly)

2018
- Siegerin Commonwealth Games – Mannschaftsverfolgung (mit Ashlee Ankudinoff, Amy Cure und Alexandra Manly)
- Commonwealth Games – Einerverfolgung
- Australische Meisterin – Mannschaftsverfolgung (mit Breanna Hargrave, Alexandra Manly und Maeve Plouffe)

2018/19
- Ozeanienmeisterschaft – Scratch, Omnium

2019
- Weltcup in Cambridge – Omnium
- Weltmeister – Mannschaftsverfolgung (mit Ashlee Ankudinoff, Georgia Baker, Amy Cure und Alexandra Manly)
- Weltcup in Glasgow – Zweier-Mannschaftsfahren (mit Georgia Baker)
- Weltcup in Brisbane – Mannschaftsverfolgung (mit Georgia Baker, Ashlee Ankudinoff und Maeve Plouffe), Zweier-Mannschaftsfahren (mit Georgia Baker)

### Straße
2013
- Weltmeisterschaft – Mannschaftszeitfahren
- Gesamtwertung und eine Etappe Tour of Chongming Island
- eine Etappe Lotto Belisol Belgium Tour

2014
- Weltmeisterschaft – Mannschaftszeitfahren (mit Melissa Hoskins, Emma Johansson, Jessie MacLean, Valentina Scandolara und Amanda Spratt)

2016
- eine Etappe Tour Down Under

2017
- Pajot Hills Classic
- Prolog BeNe Ladies Tour

2018
- eine Etappe Santos Women’s Tour

## Teams
- 2013–2014: Orica-AIS
- 2015 Wiggle Honda
- 2016 Wiggle High5
- 2017 Wiggle High5
- 2018 Wiggle High5